# 1er décembre 1957
Le dimanche 1er décembre 1957 est le 335e jour de l'année 1957.

## Naissances
- Andrew Leslie, général canadien
- Chris Poland, guitariste américain
- Deep Roy, acteur kenyan
- Florence Bougnoux, architecte française
- François Depresle (mort le 23 octobre 2015), architecte et urbaniste français
- Jan Coene, homme d'affaires flamand
- Jari Niinimäki, joueur de football finnois
- Kazuhito Mochizuki, joueur de football japonais
- Laurent LD Bonnet, romancier français
- Liu Jieyi, homme politique chinois
- Lu Yue, réalisateur chinois
- Mikael Ohlsson, homme d'affaires suédois
- Nelė Savičenko, actrice lituanienne
- Rémy Porte, écrivain soldat
- Rino Francescato, joueur de rugby italien
- Roynell Young, joueur de football américain
- Staffan Parmander, copilote de rallyes suédois
- Vesta Williams (morte le 22 septembre 2011), actrice américaine

## Décès
- Camille Schmitt (né en 1876), personnalité politique française
- Eugenio Casagrande (né le 3 septembre 1892), pionnier de l'aviation italienne
- Léonce Quentin (né le 16 février 1880), archer français

## Événements
- Publication de la nouvelle de science-fiction Aimables Vautours d'Isaac Asimov
- Fin du championnat de RDA de football 1957
- Sortie de la chanson Maybe des Chantels